# Santuario del Santísimo Sacramento
El Santuario del Santísimo Sacramento (en inglés: Shrine of the Most Blessed Sacrament o bien Shrine of the Most Blessed Sacrament of Our Lady of the Angels Monastery; Santuario del Santísimo Sacramento del Monasterio de Nuestra Señora de los Ángeles) es un prominente santuario católico de rito latino situado en Hanceville, Alabama, Estados Unidos, dentro de la Diócesis de Birmingham . Al lado se encuentra el monasterio de clausura de las monjas Clarisas Pobres de la Adoración Perpetua, situado en un sitio de 400 acres y un centro religioso afiliado a la cadena católica de televisión «Eternal Word Television Network» (EWTN).
La capilla es notable por su interior dorado y atmósfera solemne. La capilla se llama así en honor al Santísimo Sacramento, mientras que los alrededores del edificio están dedicados al Divino Niño, un título del Niño Jesús que encontró un lugar prominente en toda la zona. Su fundadora, la Madre María Angélica de la Anunciación, residió durante gran parte de su vida en el monasterio de clausura con sus monjas hasta su muerte. Además, allí fue sepultada. 

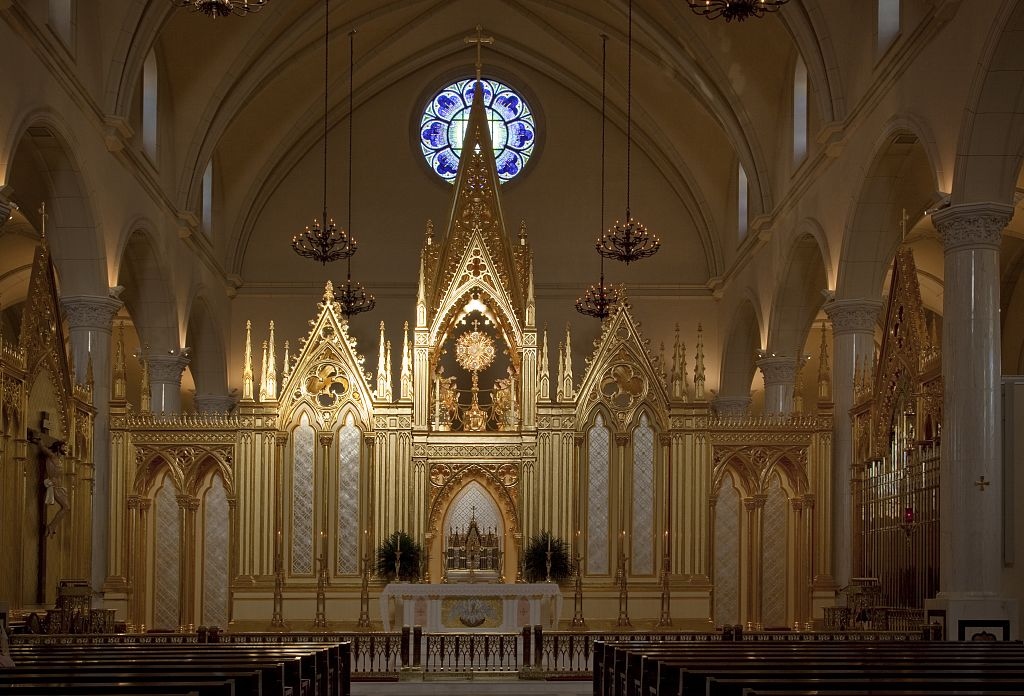
El Altar